# Oskar Theodor Schweriner
Oskar Theodor Schweriner, auch Oscar Theodor Schweriner, (* 20. August 1873 in Czarnikau, Bezirk Posen; † 10. Mai 1934 in Paris) war ein deutschamerikanischer Journalist und Schriftsteller.

## Leben
Der ältere Bruder des Journalisten Artur Schweriner wanderte als 14-Jähriger in die USA aus. Dort arbeitete er anfangs als Fotograf in New York. 1894 erlangte er die amerikanische Staatsangehörigkeit.
In den Folgejahren war er als Journalist tätig. Er lebte und arbeitete abwechselnd in England und Deutschland. In England schrieb er unter anderem für die Daily Mail. Er besaß eine Wohnung in London. In Deutschland, wo er in Berlin lebte, war er für die Vossische Zeitung, den Berliner Lokal-Anzeiger und andere Blätter tätig.
Seit 1908 verfasste er zahlreiche Kolportageromane, die eine große Leserschaft fanden.
Verheiratet war er in erster Ehe mit Helene Raphael. Er heiratete noch ein weiteres Mal. Mit Ehefrau Lucie hatte er zwei Kinder.

## Werke
- Das geraubte Bild. Berlin 1908
- Opium. Berlin 1910
- Arbeit. Ein Warenhausroman. Berlin 1912
- Anno dazumal. Berlin 1913
- Der Wohltäter. Berlin 1913
- Kabine Nr. 11. Berlin 1916
- Mit versiegelten Orders. Berlin 1917
- Um’s Erbe. Berlin 1917
- Rokoko. Berlin 1919
- Der große Kanal. Berlin 1919
- Um hohen Preis. Berlin 1920
- Der blinde Passagier. Berlin 1920
- Im Berlin-Palermo-Expreß. Berlin 1920
- Police H. 24. Berlin 1929

| Personendaten    | Personendaten                                       |
| ---------------- | --------------------------------------------------- |
| NAME             | Schweriner, Oskar Theodor                           |
| ALTERNATIVNAMEN  | Schweriner, Oscar Theodor                           |
| KURZBESCHREIBUNG | deutschamerikanischer Journalist und Schriftsteller |
| GEBURTSDATUM     | 20. August 1873                                     |
| GEBURTSORT       | Czarnikau, Bezirk Posen                             |
| STERBEDATUM      | 10. Mai 1934                                        |
| STERBEORT        | Paris                                               |